# Triconia pararedacta
Triconia pararedacta is een eenoogkreeftjessoort uit de familie van de Oncaeidae. De wetenschappelijke naam van de soort is voor het eerst geldig gepubliceerd in 2012 door Wi, Böttger-Schnack & Soh.